# Dieter Wilken
Dieter Wilken (* 13. Juni 1943 in Gelsenkirchen) ist ein deutscher Schauspieler bei Bühne, Film und Fernsehen.

## Leben und Wirken
Wilken gab nach seiner Schauspielausbildung seinen Bühneneinstand in seiner Heimatstadt Gelsenkirchen und knüpfte unmittelbar darauf auch Kontakt zum Fernsehen. Während er rund ein Jahrzehnt häufig vor der TV-Kamera stand, blieb er als Theaterschauspieler weitgehend untätig. In den frühen 1970er Jahren wirkte er als Ensemblemitglied am Düsseldorfer Kabarett Das Kom(m)ödchen und war auch bei deren Fernsehauftritten zu sehen. Außerdem war er im Hörfunk und als Synchronsprecher tätig.

## Filmografie
- 1964: Kein Grund zur Unruhe
- 1965: Der Fall Michael Reiber
- 1966–67: Cliff Dexter (TV-Serie, zwei Folgen)
- 1967: Bratkartoffeln inbegriffen
- 1969: Polizeifunk ruft (TV-Serie) – Die Schildkröte
- 1969: Das Geheimnis von Santa Vittoria
- 1969: Auf der Reeperbahn nachts um halb eins
- 1969: Marinemeuterei 1917
- 1969: Dem Täter auf der Spur (TV-Serie) – Das Fenster zum Garten
- 1970: Sessel zwischen den Bühnen
- 1970: Die Journalistin (TV-Serie, eine Folge)
- 1970: Dem Täter auf der Spur (TV-Serie) – Frau gesucht
- 1971: Ein Vogel bin ich nicht
- 1972: Tatort: Kressin und der Mann mit dem gelben Koffer
- 1973: Sonderdezernat K1 (TV-Serie) – Kassensturz nach Mitternacht
- 1973: Frühbesprechung (TV-Serie, eine Folge)
- 1974: Das Spukschloß von Baskermore (Fernsehfilm)